# Ctenophthalmus angolensis
Ctenophthalmus angolensis är en loppart som beskrevs av Ribeiro 1975. Ctenophthalmus angolensis ingår i släktet Ctenophthalmus och familjen mullvadsloppor. Inga underarter finns listade i Catalogue of Life.